# Mistress America
Mistress America ist ein US-amerikanischer Film von Noah Baumbach. Er hatte seine Premiere am 24. Januar 2015 beim Sundance Film Festival 2015. Der deutsche Kinostart war am 10. Dezember 2015.

## Handlung
Die 18-jährige Studienanfängerin Tracy fühlt sich seit ihrem Umzug nach New York City ziemlich einsam. Irgendwie hat sie sich das Uni-Leben  aufregender und glamouröser vorgestellt. Zunächst glaubt sie, in Tony einen Freund gefunden zu haben, doch dann tritt dessen eifersüchtige Freundin Nicolette auf den Plan. Um nicht völlig zu vereinsamen, kontaktiert Tracy auf den Rat ihrer Mutter hin die Tochter von deren Freund, die lebenslustige Brooke, ihre zukünftige Stiefschwester. Die 30-jährige Spin-Trainerin ist zwar ein bisschen abgedreht, schafft es aber, Tracy vor der Langeweile zu retten. Als personifizierte Mistress America führt Brooke Tracy durch die Stadt New York. Zudem hat Brooke einen verrückten Plan: sie will ein eigenes Restaurant eröffnen. Bald jedoch merkt Tracy, dass Brooke ihr Leben nicht so im Griff hat, wie es scheint.

## Kritik
Der Film erhielt überwiegend positive Reaktionen. Bei Rotten Tomatoes sind 82 % der Kritiken positiv bei insgesamt 152 Kritiken. Der Filmdienst urteilt, der Film sei eine „in ihren besten Momenten hochbeschleunigte Screwball-Comedy um zwei ungleiche Frauen, konzipiert als amüsant-verspielte Absage an Selbstoptimierung und flexible Lebensentwürfe“. Dabei würde vor allem „die eindrucksvolle Hauptdarstellerin und Co-Autorin Greta Gerwig“ für „reizvolle Irritationen, Störfälle und liebenswert linkische Momente“ sorgen.

## Auszeichnungen
Greta Gerwig gewann den Indiana Film Journalists Association Award 2015 als beste Nebendarstellerin. Der Film erhielt zudem den 2. Preis für das beste Originaldrehbuch bei den Florida Film Critics Circle Awards 2015. Zudem erhielt er dort eine Nominierung für das beste Ensemble, das auch von der Casting Society of America gewürdigt wurde (Outstanding Achievement in Casting – Low Budget Feature – Comedy).